# Chris Haslam
Christopher John Haslam, detto Chris (Southport, 27 maggio 1974), è un ex cestista e allenatore di pallacanestro britannico.